# Optométrie

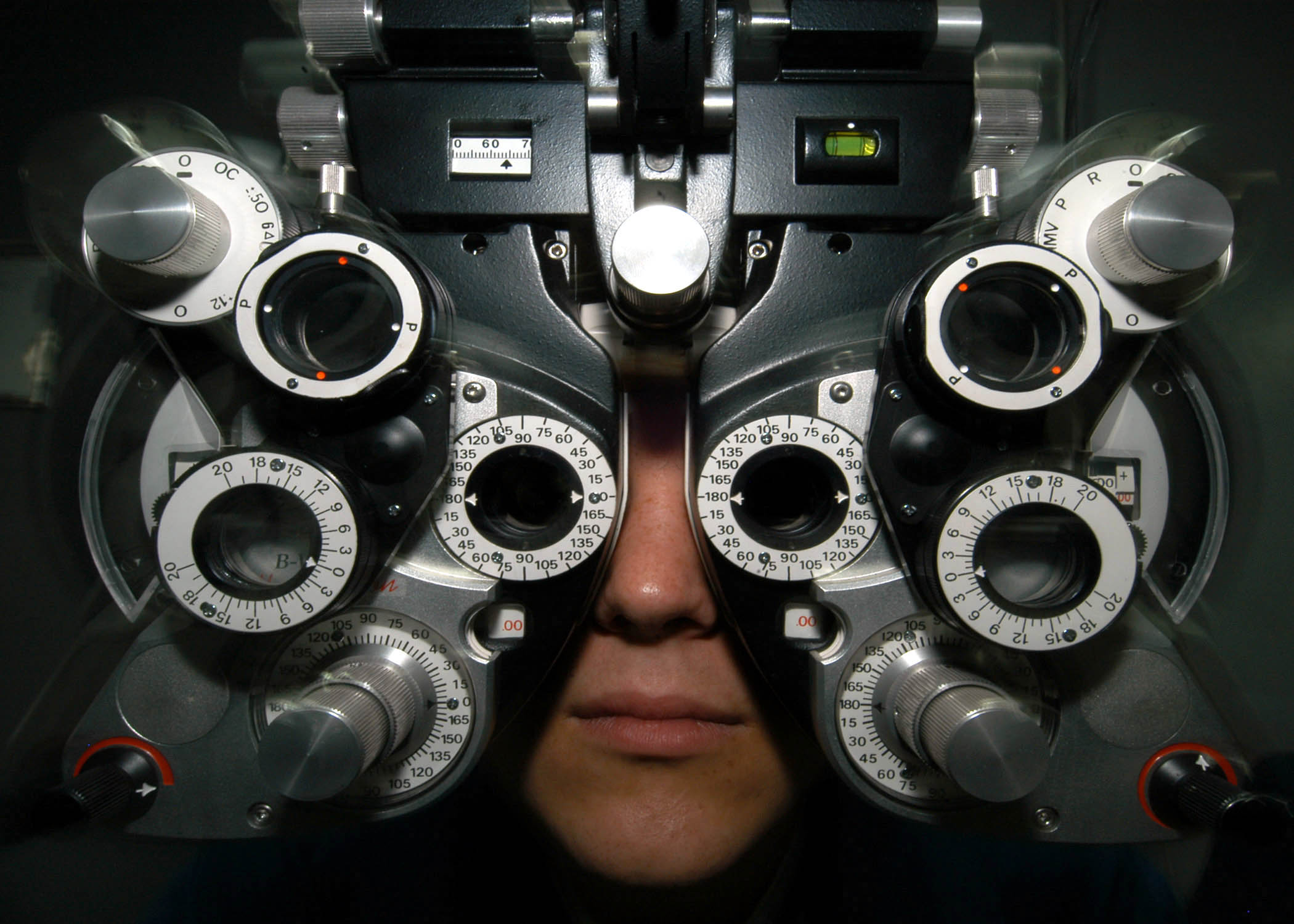
Phoroptère

Le terme optométrie vient des mots grecs anciens ὄψις / ópsis (« vue ») et μέτρον / métron (« quelque chose servant à mesurer », « mesure », « règle »). La racine du mot opto, est une forme abrégée dérivée du mot grec ophthalmos signifiant « l'œil ».
Selon la définition du World Council of Optometry, la seule définition internationale existante, les optométristes sont :

« Les professionnels de santé de l'œil et du système visuel qui assurent un service oculaire et visuel complet, qui inclut la réfraction et la fourniture des équipements optiques, la détection/diagnostic, le suivi des maladies oculaires et la réhabilitation du système visuel. »

La réglementation de l'optométrie est variable d'un pays à l'autre. Certains pays la reconnaissent et d'autres non.

## Amérique du Nord
Aux États-Unis et au Canada, les optométristes ont une formation de docteurs en optométrie d'une durée de 5 ans,,,,, et sont tenus à des normes légales comme les médecins, mais ils ne sont pas médecins.

## Asie
L'optométrie est reconnue en Chine depuis 1992, sous l'impulsion de l'Université de Médecine de Wenzhou. Son exercice est calqué sur la conception anglo-saxonne, avec les optométristes en première ligne dans la filière de la santé visuelle.

## Océanie
En Australie et en Nouvelle-Zélande, l'optométrie est reconnue. Il existe 5 universités en Australie, et 1 en Nouvelle-Zélande permettant d'obtenir le titre d'optométriste. Près de 5 000 professionnels pratiquent dans des cabinets d'optométrie et en magasin.

## Europe
À l'échelle du continent européen:
http://ec.europa.eu/internal_market/qualifications/regprof/index.cfm?action=profession&id_profession=1060
Les pays peuvent être classés en 3 catégories : optométrie reconnue et remboursée, optométrie reconnue non remboursée, optométrie non reconnue.

### Optométrie reconnue et remboursée

#### Royaume-Uni
Au Royaume-Uni, l'optométriste est le professionnel de première ligne dans la filière visuelle.
Cela peut toutefois être en partie expliqué par le manque de médecins ophtalmologistes :
« il existe environ 5 000 ophtalmologistes en France, contre 750 au Royaume-Uni. »
La population des deux pays est pourtant quasi identique.

#### Suisse
En Suisse, l’optométriste peut travailler en cabinet à son compte ou en clinique (avec un ophtalmologue), mais aussi au sein d'un magasin.
Il reste en étroite collaboration avec le médecin.
Il pratique aussi bien les lentilles, la réfraction, que la rééducation.

### Optométrie reconnue non remboursée

#### Espagne
En Espagne, l'optométrie est réalisée par des opticiens optométristes (ils reçoivent tous deux une formation dans les mêmes études)

### Optométrie non reconnue

#### Allemagne
En Allemagne, l'optométrie est pratiquée par les ophtalmologistes et des opticiens formés et certifiés.

#### Belgique
En Belgique, l'optométrie bénéficie d'un cadre spécifique depuis le 27 février 2019. Par arrêté royal, un nouveau titre a été instauré "Orthoptiste-Optométriste".

#### France

##### Statut inexistant
En France, l'optométrie ne bénéficie pas d'un cadre spécifique dans le Code de la santé publique.
Actuellement, l’optométrie est pratiquée sans reconnaissance en France dans le cadre de la profession d’opticien-lunetier pour ce qui est de l'adaptation en lentilles de contact (qui est un acte médical et du domaine exclusif des médecins compétents en ophtalmologie, voir ci-dessous) mais pour le reste, rien n'autorise la pratique de cette profession spécifique et différente de celle d'opticien ou d'orthoptiste, la rééducation des déséquilibres oculomoteurs et des déficits neurosensoriels y afférents étant du domaine de compétence exclusif des orthoptistes, au même titre que l'étude de la vision binoculaire et la pratique d'examen complémentaires en ophtalmologie (Champs visuel, imagerie).

##### Création d'un statut
En 2011 la France a adhéré à l’ECOO (European Council of Optometry and Optics). Cet organisme œuvre pour une harmonisation de l’enseignement et de la pratique professionnelle de l’optométrie à l’échelle européenne. En 2011, le nombre d’optométristes présents sur le territoire français est d’environ 3 000[réf. souhaitée].

###### Propositions de loi
À ce jour, deux propositions de lois d'inscription de l'optométrie dans le code de la santé publique ont été déposées mais n'ont pas eu de suite :
- le député Élie Aboud (médecin cardiologue) prend modèle sur nos voisins européens et propose que l'optométriste puisse prescrire lunettes et lentilles de contact. Texte présenté en juillet 2009 à l’Assemblée nationale mais resté sans suite[15].
- la sénatrice Jacqueline Panis (ancienne sénatrice de Meurthe-et-Moselle) propose au Sénat, en juin 2010, que l'optométrie soit pratiquée en France en harmonie avec la définition du WCO. La proposition est restée sans suite[16].

Une proposition de loi devait être déposée en 2013 par le député Gérard Bapt visant à reconnaitre l'optométrie en France

###### Positions ministérielles
Le Ministère de la santé a rappelé en 2009 que « dans le cadre actuel de l'organisation des soins en France, la reconnaissance des optométristes n'est pas envisagée dans l'immédiat. »
Le 13 décembre 2012, Marisol Touraine, ministre de la Santé, lance le Pacte Territoire-Santé composé de 12 engagements pour lutter contre les déserts médicaux. L'engagement 8 concerne l'accélération des transferts de compétences.
Le 14 décembre 2012, répondant aux questions de Jean-Jacques Bourdin sur BFM TV, Marisol Touraine s'exprime sur cet engagement 8. Elle déclare notamment : « Aujourd'hui tout le monde vous dit que pour avoir rendez-vous chez un ophtalmo par exemple c'est six mois - huit mois - neuf mois. Si on définit clairement quelles sont les tâches que seul le médecin ophtalmo peut faire et qu'on transfère aux orthoptistes (et non pas aux optométristes) d'autres actes et bien on soulagera d'autant les carnets de rendez-vous des médecins. »

###### Polémique
La potentielle reconnaissance de la profession d’optométriste en France ne fait pas l’unanimité.
Par exemple, le Syndicat national des ophtalmologistes de France y oppose les arguments suivants :
- l'optométriste acquiert la possibilité d’un cumul « prescription – vente », état totalement inédit en France, où jusqu’à ce jour, la distinction a toujours été respectée : médecin – pharmacien ; ophtalmologiste – opticien ;
- le patient risque d’être trompé par le positionnement de cette nouvelle profession, à mi chemin entre le « docteur » et le « technicien ». Il pourra se sentir rassuré, ou au contraire inquiet. Il en résultera un surplus d’activité des ophtalmologistes qui seront dans l’obligation de dépister les faux négatifs ou les faux positifs induits. Cela pourra conduire à des retards de diagnostic, des notions de pertes de chance pour ces patients mal informés. Cela induira enfin un surcoût manifeste au niveau des dépenses de santé et un risque pour la santé publique.

##### Syndicats
Deux syndicats représentent la profession, l’Association des optométristes de France (AOF) et le Syndicat national des opticiens-optométristes (SNOO ou UDO et SNO).

##### Formation
Les optométristes sont formés selon les nomenclatures européennes et mondiales.
La formation en optométrie en France est déjà existante et autofinancée.
Cette formation nécessite l'obtention préalable du BTS Opticien-lunetier (Bac +2). Les BTS comptent plus de 300 heures de formation en optométrie (Théorie + TP).
L'université Paris Sud XI Orsay a été la pionnière dans la formation en optométrie en France. Cette université délivre une Licence d’Optique Professionnelle (bac+3) ainsi qu’un Master des sciences de la vision (Bac +5).
L'institut des Sciences de la vision à Saint-Étienne (ISV) prépare les étudiants au passage du diplôme européen d'optométrie (DEO). Il délivre un titre de « Responsable en réfraction et en équipements optiques » reconnu par la France (Bac +3), et le DEO (niveau Bac+5).
Seul le diplôme européen d'optométrie (DEO) et le Master Biologie Santé permettent l'exercice de l'optométrie dans certains pays d'Europe.
Les matières enseignées durant ces 3 ans d'études sont :
- Examen de vue optométrique
- Contactologie
- Basse vision
- Anatomie, pathologies oculaires et systémiques avec symptômes visuels
- Neurophysiologie de la vision
- Biologie générale, pharmacologie générale.

Ces enseignements sont dispensés par des ophtalmologistes, des médecins généralistes, des chercheurs du CNRS, des biologistes ainsi que des optométristes français et étrangers.

##### Modes d'exercice de l'optométrie
Les optométristes peuvent exercer leur activité :
- à titre individuel, en privé ;
- dans un magasin d’optique ;

Les autres postes qu’occupent les optométristes :
- Conseillers techniques en adaptation dans les laboratoires de lentilles de contact
- Enseignants en BTS Opticien-lunetier, Licence d'optique professionnelle, Master et organismes de formation au diplôme européen d'optométrie
- Chercheurs en R&D chez les fabricants de verres et laboratoires de lentilles de contact.

###### Réfraction: compensation visuelle
La réfraction permet de mesurer la compensation optique nécessaire à rétablir l’acuité visuelle comme dans les cas de myopie, hypermétropie, astigmatisme, presbytie.
L'examen de la réfraction pratiqué par un optométriste en vue de l'adaptation ne constitue pas un examen médical.
En France, les opticiens-lunetiers peuvent adapter, dans le cadre d'un renouvellement, les prescriptions médicales initiales de verres correcteurs en cours de validité, sauf opposition du médecin.

###### Vision binoculaire
L’optométriste est formé à tester la vision binoculaire.

###### Analyse de l’accommodation
L’Optométriste peut mesurer la capacité d'accommodation de la personne: son amplitude et sa flexibilité.

###### Lentilles de contact
Les opticiens-lunetiers peuvent également adapter, dans le cadre d'un renouvellement, les corrections optiques des prescriptions médicales initiales de lentilles de contact oculaire, sauf opposition du médecin.
L'opticien-lunetier peut réaliser, sur prescription médicale, les séances d'apprentissage à la manipulation et à la pose des lentilles.

###### Dépistage des états oculaires anormaux
En France, le Code de la santé publique définit comme « exercice illégal de la médecine » le diagnostic et le traitement de troubles oculaires par quelqu'un n'étant pas titulaire du diplôme de Docteur en médecine.
Un opticien-lunetier n'étant pas autorisé à poser un diagnostic ni à prescrire un traitement, en cas de constatation d’un état oculaire anormal, celui-ci référera le patient au meilleur spécialiste pour une prise en charge optimale.

###### Basse vision
La prise en charge des déficients visuels en situation de basse vision (1/10<AV<3/10 et CV≤20°) est une procédure longue et complexe. Les personnes atteintes de lourdes pathologies oculaires entraînant de basses acuités visuelles sont donc prises en charge sur différents tableaux indissociables les uns des autres : la compensation, l’organisation de l’espace de vie et le soutien psychologique. L'optométriste est parfois le premier intermédiaire à rencontrer ces personnes après les associations ou les ophtalmologues qui ne peuvent traiter que l'étiologie du problème. Dans un premier temps il va s'intéresser aux besoins de la personne car il n'est clairement plus question (ce n'est plus possible) de lui rendre une vision nette à toute distance mais bien de lui apporter une aide visuelle -si possible- dans des tâches très spécifiques que l'optométriste aura fait exprimer à la personne. Il pourra alors lui fournir un équipement grossissant adapté permettant une réadaptation visuelle. Dans de telles situations, l'optométriste accompagnera également les personnes sur le plan psychologique et lui donnera des conseils pour modifier son espace de vie (éclairage, appareils spécifiques...) afin d'optimiser au mieux le peu de potentiel visuel restant. Toute la prise en charge basse vision décrite ici pouvant être effectué, de manière reconnu en France, par un duo orthoptiste (prise en charge, ré-adaptation, accompagnement, conseil) et opticien (équipement grossissant, accompagnement, conseil).

###### Ergonomie et posturologie
L’ergonomie du poste de travail ainsi que la qualité lumineuse de l’environnement ont un impact conséquent sur la fatigue visuelle. Une optimisation de certains paramètres peut non seulement résoudre certaines plaintes visuelles mais aussi être un élément primordial dans la lutte contre l’évolution myopique. C'est un des rôles des optométristes de conseiller sur l'ergonomie et la posture.

###### Optométrie fonctionnelle
C'est un aspect plus global de la vision, elle analyse tous les éléments qui ont une incidence directe sur le système visuel et son fonctionnement. Les optométristes fonctionnels prennent en compte les différentes tâches visuelles telles que la lecture, l'apprentissage de la lecture et de l'écriture, le travail sur ordinateur, etc.
Les optométristes fonctionnels ont une approche globale de la prise en charge visuelle. Une bonne acuité ne signifie pas avoir une bonne efficacité visuelle ou une bonne vision. Dans ce sens, l’optométriste utilise le développement de la motricité, les postures, l’ergonomie, et d'autres techniques, plus dynamiques comme l'entraînement visuel/thérapie visuelle ou "Visual Training/Vision Therapy" afin d’améliorer tous les aspects de la performance visuelle.
Les optométristes fonctionnels peuvent être spécialisés dans le contrôle de la myopie évolutive (grâce à des techniques comme l'orthokératologie), dans la relation entre la vision et l'apprentissage scolaire, ainsi que dans le traitement des insuffisances de convergence, des strabismes et des amblyopies grâce à l'utilisation de la vision binoculaire.

#### Grèce
Le Gouvernement grec ne reconnaît pas légalement la profession d'optométriste qui n'ont donc pas de droits professionnels spécifiques.

#### Italie
L’Italie ne reconnaît pas légalement l'optométrie comme une profession de santé.